# Fernsehturm Guangdong
Der Fernsehturm Guangdong ist ein 200 Meter hoher Fernsehturm in Stahlfachwerkbauweise mit einer Aussichtsplattform in Guangzhou, China. Der Fernsehturm wurde 1965 errichtet.
Nachdem zunächst ein 664 m hoher neuer Fernsehturm geplant war (Ray of the Century), wurde in Guangzhou der Canton Tower gebaut, welcher im Mai 2009 mit einer Höhe von 600 m fertiggestellt wurde.